# IC 4834
IC 4834 — галактика типу S? (спіральна галактика) у сузір'ї Павич.
Цей об'єкт міститься в оригінальній редакції індексного каталогу.